# Raspbian
Raspbian (anglická výslovnost [ˈraːzbiən]IPA) je operační systém odvozený z Debianu pro Raspberry Pi i osobní počítače. Je oficiálně poskytován nadací anglicky Raspberry Pi Foundation jako primární operační systém pro jednodeskové počítače z rodiny Raspberry Pi. Raspbian byl vytvořen Mikem Thompsonem a Peterem Greenem jako nezávislý projekt. První sestavení (tzv. build) byl dokončen v červnu 2012. Jsa i nadále v aktivním vývoji, Raspbian je vysoce optimalizovaný pro ARM procesory užité v Raspberry Pi.
Raspbian používá jako hlavní desktopové prostředí PIXEL (výslovnost [ˈpiksl]IPA; zkratka z anglického anglicky Pi Improved Xwindows Environment, Lightweight. PIXEL se skládá z modifikovaného prostředí LXDE a správce oken Openbox.